# Jamie Green

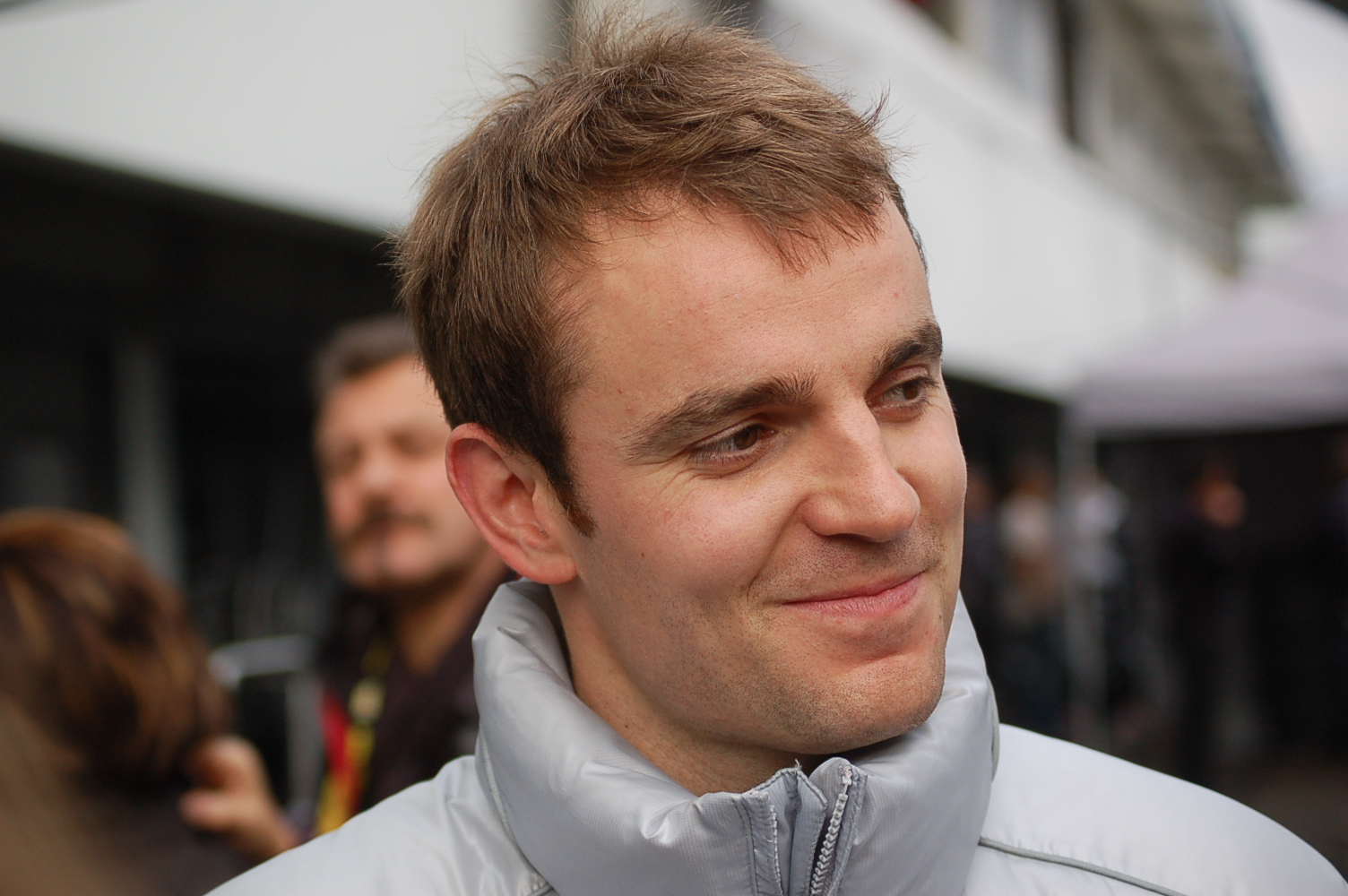
Jamie Green, 2009.

Jamie Green, född den 14 juni 1982 i Leicester i England, är en brittisk professionell racerförare och fabriksförare för Audi Sport i bland annat DTM.

## Racingkarriär
Green kör för Mercedes-Benz i DTM. Green vann de två sista deltävlingarna 2007 och var en av kandidaterna att vinna titeln 2008, men slutade på en fjärde plats efter en mindre lyckad andra hälft av säsongen. Han vann även F3 Euroseries 2004. Efter 2008 års säsong blev Green petad från fabriksbilarna, och var tvungen att nöja sig med en äldre modell för 2009 års säsong.

## Segrar DTM
| Nr | Bana       | År   |
| -- | ---------- | ---- |
| 1  | Barcelona  | 2007 |
| 2  | Hockenheim | 2007 |
| 3  | Mugello    | 2008 |
| 4  | Norisring  | 2008 |